# Achelata
Die Achelata sind eine Teilordnung der Zehnfußkrebse. Sie beinhaltet einige Langustenarten von kulinarischer Bedeutung.

## Merkmale

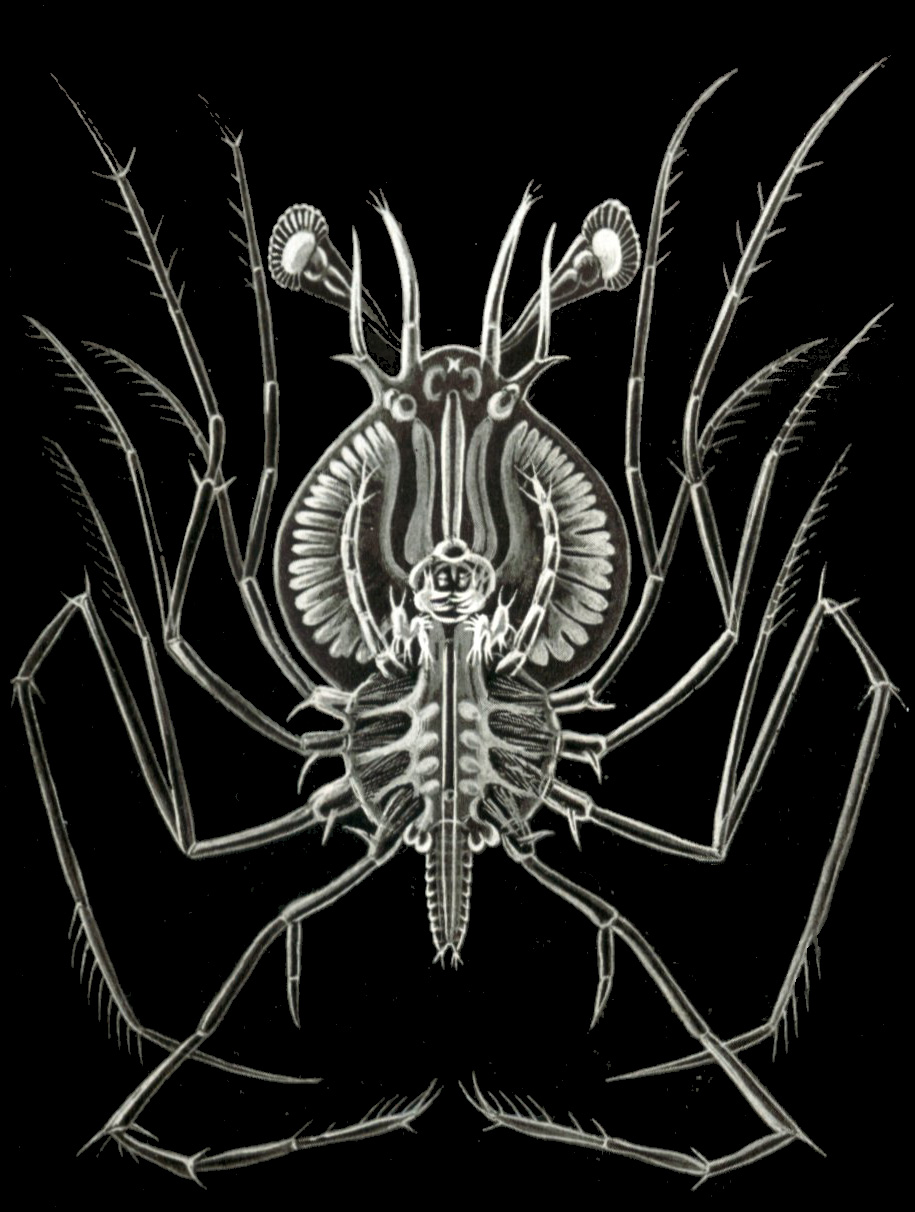
Phyllosoma der Achelata

Der Randbereich des Schwanzfächers ist nicht kalzifiziert und ist deshalb anders als bei fast allen anderen Zehnfußkrebsen weich und flexibel. Einzigartig innerhalb der Zehnfußkrebse ist das sogenannte Phyllosoma, ein Larvenstadium, das durch einen flachen, blattförmigen Carapax gekennzeichnet ist. Alle Achelata haben eine vergrößerte Antennenbasis (Antennal peduncle).
Namensgebendes Merkmal sind die fehlenden Scheren an den ersten vier Schreitbeinpaaren (griech. Chelae „Scheren“, a- als Alpha privativum „-los“). Nur Weibchen besitzen am fünften Schreitbeinpaar kleine Scheren. Eine weitere Ausnahme bildet die Art Justitia longimanus, die sogenannte Subchelae am ersten Schreitbeinpaar trägt, mit denen ein Greifen möglich ist.

## Systematik
Die Achelata bestehen aus zwei rezenten Familien mit insgesamt 143 Arten:
- Langusten (Palinuridae) Latreille, 1802 inklusive der Pelzlangusten (Synaxidae)
- Bärenkrebse (Scyllaridae) Latreille, 1825